# 11155 Kinpu
11155 Kinpu è un asteroide della fascia principale. Scoperto nel 1997, presenta un'orbita caratterizzata da un semiasse maggiore pari a 2,2892744 UA e da un'eccentricità di 0,1152515, inclinata di 5,42984° rispetto all'eclittica.